# August Rudolf Wild
August Rudolf Wild (* 22. November 1891 in Idar; † 14. April 1956 in Idar-Oberstein) war ein deutscher Edelsteingraveur und Gemmenschneider.

## Leben
Mitte der 1920er Jahre entstanden seine schönsten hauchdünnen Werke, welche er auch teilweise signierte. Die Weltwirtschaftskrise, die 1929 in Amerika begann, machte sich bald auch in Deutschland bemerkbar. Hochwertige Gravuren waren nur noch unter Preis zu verkaufen. August Rudolf Wild  konnte von seinen Arbeiten, die er auch in diesen schwierigen Zeiten immer mit äußerster Sorgfalt fertigte, nur noch unter großen Entbehrungen leben.
1937 wurden einige seiner Arbeiten auf der Weltausstellung in Paris gezeigt, und er gewann  einen „Grand-Prix“ für den Doppelkopf „Ares und Demeter“.